# Svenska skolan Mallorca
Svenska skolan Mallorca är en privatskola som ligger i staden Palma de Mallorca i Spanien, som bedriver både undervisning för grundskole- och gymnasieelever.  
Skolan är en privatskola och skolans huvudman är föräldraföreningen. Föreningen utser en styrelse som är ytterst ansvarig för skolans skötsel. Styrelsen tillsätter rektor som leder det pedagogiska arbetet samt ansvarar för den dagliga driften. Finansiering sker både via elevavgifter och med statsbidrag.
Skolan följer den svenska läroplanen. Grundspråket är svenska men eleverna börjar redan första året med svenska, spanska och engelska. Det finns även möjlighet att läsa kurser i tyska, franska och katalan. Cirka 30 procent av utbildningen sker på annat språk än svenska.
I samarbete med Hermods har Svenska skolan gymnasieutbildning i fem teoretiska nationella gymnasieprogram. Gymnasieskolan har sin verksamhet i egna lokaler i anslutning till övriga skolan. 